# 6 Heures de Kristianstad 1957
Navigation
Édition précédente
Les 6 Heures de Kristianstad 1957, disputées le 11 août 1957 sur le circuit de Rabelöfsbanan, sont la troisième et dernière édition de l'épreuve et la sixième manche du Championnat du monde des voitures de sport 1957.

## Course

### Classement de la course
| Pos. | N° | Catégorie | Pilote                  | Copilote                        | Écurie                    | Voiture             | Temps                 | Abandon             |
| ---- | -- | --------- | ----------------------- | ------------------------------- | ------------------------- | ------------------- | --------------------- | ------------------- |
| 1    | 7  | S+2.0     | Jean Behra              | Stirling Moss                   | Officine Alfieri Maserati | Maserati 450S       | 6 h 01 min 01 s 1 145 |                     |
| 2    | 4  | S+2.0     | Phil Hill               | Peter Collins                   | Scuderia Ferrari          | Ferrari 335 S       | 144                   |                     |
| 3    | 9  | S+2.0     | Jo Bonnier Harry Schell | Giorgio Scarlatti Stirling Moss | Officine Alfieri Maserati | Maserati 300S       | 138                   |                     |
| 4    | 3  | S+2.0     | Mike Hawthorn           | Luigi Musso                     | Scuderia Ferrari          | Ferrari 335 S       | 134                   |                     |
| 5    | 10 | S+2.0     | Alain de Changy         | Claude Dubois                   | Équipe Nationale Belge    | Jaguar D-Type       | 132                   |                     |
| 6    | 16 | S+2.0     | Carl-Otto Bremer        | Esko Keinänen                   | Ferrari Svezia            | Ferrari 750 Monza   | 132                   |                     |
| 7    | 14 | S+2.0     | Erik Carlsson           | John Kvarnström                 | Ferrari Svezia            | Ferrari 750 Monza   | 130                   |                     |
| 8    | 1  | S+2.0     | Jock Lawrence           | Archie Scott Brown              | Ecurie Ecosse             | Jaguar D-Type       | 129                   |                     |
| 9    | 25 | S2.0      | Curt Lincoln            | Heimo Hietarinta                | Scuderia Askolin          | Ferrari 500 TRC     | 129                   |                     |
| 10   | 28 | S2.0      | Gino Munaron            | Julio Batista Falla             | Gino Munaron              | Ferrari 500 TRC     | 128                   |                     |
| 11   | 2  | S+2.0     | Ninian Sanderson        | Jack Fairman                    | Ecurie Ecosse             | Jaguar D-Type       | 126                   |                     |
| 12   | 21 | S2.0      | Georges Harris          | André Liekens                   | Équipe Nationale Belge    | Ferrari 500 TRC     | 126                   |                     |
| 13   | 30 | S2.0      | Gert Kaiser             | Harald Kronegård                | Gert Kaiser               | Porsche 550 RS      | 125                   |                     |
| 14   | 20 | S2.0      | François Picard         | Jean Lucas                      | François Picard           | Ferrari 500 TRC     | 121                   |                     |
| 15   | 26 | S2.0      | Lars Finnilä            | Seppo Rikkilä                   | Scuderia Askolin          | Ferrari 500 TRC     | 120                   |                     |
| 16   | 34 | S2.0      | Jon Fast                | Gunnar Bengtsson                | Jon Fast                  | Osca MT4 1500       | 120                   |                     |
| 17   | 22 | S2.0      | Yves Tassin             | Georges Hacquin                 | Équipe Nationale Belge    | Porsche 550 RS      | 116                   |                     |
| 18   | 35 | S2.0      | Cliff Allison           | Innes Ireland                   | Team Lotus                | Lotus-Climax Eleven | 115                   |                     |
| Nc.  | 36 | S2.0      | Peter Ashdown           | Alan Stacey                     | Team Lotus                | Lotus-Climax Eleven | 100                   |                     |
| Nc.  | 27 | S2.0      | Bill Frost              | Mike Anthony                    | Mike Anthony              | Lotus-Climax Eleven | 91                    |                     |
| Abd. | 24 | S2.0      | Erik Lundgren           | Carl-Gunnar Hammarlund          | Ecurie Bonnier            | Maserati 200S I     | 81                    | Incendie            |
| Abd. | 8  | S+2.0     | Stirling Moss           | Harry Schell                    | Officine Alfieri Maserati | Maserati 450S       | 69                    | Essieu arrière      |
| Abd. | 11 | S+2.0     | Willy Mairesse          | Michel Ringoir                  | Scuderia Ferrari          | Ferrari 290 MM      | 61                    | Transmission        |
| Abd. | 33 | S2.0      | Bengt Martenson         | Björn Martenson                 | Bengt Martenson           | Ferrari 500 Mondial | 61                    | Boîte de vitesses   |
| Abd. | 5  | S+2.0     | Olivier Gendebien       | Maurice Trintignant             | Scuderia Ferrari          | Ferrari 250 TR      | 43                    | Moteur              |
| Abd. | 23 | S2.0      | José Behra              | Léon Couliboeuf                 | José Behra                | Maserati 200S I     | 43                    | Accident            |
| Abd. | 6  | S+2.0     | Masten Gregory          | Wolfgang Seidel                 | Scuderia Ferrari          | Ferrari 250 TR      | 30                    | Boîte de vitesses   |
| Abd. | 31 | S2.0      | Alejandro de Tomaso     | Isabelle Haskell                | Automobili Osca           | Osca S1500          | 30                    | Accident            |
| Abd. | 12 | S+2.0     | Jan de Vroom            | Jacques Swaters                 | Équipe Nationale Belge    | Ferrari 290 MM      | 23                    | Accident            |
| Np.  | 15 | S+2.0     | Erik Carlsson           | Olle Persson                    | Ferrari Svezia            | Ferrari 750 Monza   |                       | Accident aux essais |
| Np.  | 29 |           | Julius Voigt-Nielsen    | “Ilmigias”                      | Scuderia Palan            | Porsche 550         |                       | ?                   |